# Теотим Скитски
Теотим Скитски (4. век - око 412) је био епископ града Томе у малој Скитији, писац, теолог.
Година рођења Теотима није позната. Познато је да је био Скит (ово преноси Созомен). У Енциклопедији Брокгауза и Етрона Теотим се назива Словеном.
Теотим је је као млад отишао у манастир „на граници Касијана и пећина“, исти онај у коме су се пре њега налазили монаси Јован Касијан и Герман. Созомен извештава да је Теотим стално носио дугу косу – од времена када је почео марљиво да учи филозофију. Теотим је водио једноставан начин живота, јео храну не у исто време, већ када је осећао глад или жеђ. Година Теотимове хиротоније за епископа није позната. Али познато је да Јероним Стридонски 392. године пише о Теотиму у својој књизи „О славним људима“ као црквеном писцу и епископу. Теотим је познат као мисионарски проповедник који је стално путовао међу суседне Хуне, проповедајући хришћанство. Међу Хунима, Теотим је био поштован, Хуни су били задивљени Теотимовим врлинама и називали су га „римским богом“. Хуни су водили варварски начин живота и често су нападали скитска насеља. Теотим је био миротворац, стално је позивао Хуне да га посете, давао им поклоне и на све могуће начине покушавао да научи Хуне љубазности и заустави непријатељство међу народима.
Теотим је 400. године заједно са светим Јованом Златоустим, међу 70 епископа, учествовао на Сабору у Ефесу. Сабор је сазван јер је у Цариград донета жалба против ефеског митрополита Антонина. Сабор је установио масовне случајеве симоније и многе епископе криве за симонију и лишио положаја и оне који су снабдевали за новац и оне који су се снабдевали.
403. године, на позив Теофила Александријског, Епифаније Кипарски долази у Цариград да учествује на Сабору под храстом. Епифаније је, стигавши у престоницу, позвао све епископе да потпишу декрет о забрани Оригенових књига. Теотим улази у расправу са Епифанијем, не пристајући да вређа Оригена. Теотим је веровао да је Ориген умро у побожности, да претходни оци Цркве нису забрањивали читање Оригенових књига, да у Оригеновим књигама није било лошег учења. Напротив, они износе учење Цркве, па се они који критикују Оригенове књиге понашају неразумно.
Јероним извештава да је Теотим писао афористичке расправе у облику дијалога у античком стилу. Дела Теотима нису у потпуности сачувана од његових списа; Леонтије, који је живео недуго после Теотима, преписао је кратке одломке из два његова дела, „О учењу Спаситеља“ и „Против идола“. Јован Дамаскин је у „Свете паралеле”  уврстио неколико одломака из последњег дела и из три друга: „О Постању”, „О тумачењу речи: „Опет ћеш донети дар свој у олтар” и „О посту” .
Теотим је преминуо најкасније 412. године.
Теотимово житије објављено је у Акта Санкторум за 20. април.